# Nesozineus simile
Nesozineus simile är en skalbaggsart som beskrevs av Maria Helena M. Galileo och Martins 2006. Nesozineus simile ingår i släktet Nesozineus och familjen långhorningar. Inga underarter finns listade i Catalogue of Life.